# Vườn quốc định Kurikoma
Vườn quốc định Kurikoma (栗驹国定公园 Kurikoma Kokutei Koen ?) là một Vườn quốc gia dự kiến kéo dài giữa các tỉnh Akita, Iwate, Miyagi và Yamagata, Nhật Bản.  Được thành lập vào năm 1968, tính năng trung tâm của khu bảo tồn là núi Kurikoma (栗驹山?) cao 1.627 mét (5,338 ft). Nó được đánh giá là một Khu vực bảo vệ cảnh quan (loại II) theo IUCN. Khu bảo tồn Vườn quốc gia Kurikoma được quản lý bởi chính quyền địa phương các tỉnh.